# Laurie Latham
Laurie Latham (* 1955) ist ein britischer Musikproduzent, Toningenieur und Musiker. Er wurde vor allem für seine Produktionen für Paul Young, The Stranglers, Echo & the Bunnymen, Squeeze oder The Christians in den 1980er Jahren bekannt. Zu den erfolgreichsten von ihm produzierten Liedern gehören Love of the Common People von Paul Young, Skin Deep von den Stranglers, Lips Like Sugar von Echo & the Bunnymen oder Forgotten Town von der Musikgruppe The Christians.

## Leben und Karriere
Der 1955 geborene Laurence Latham begann seine Laufbahn 1973 als 18-jähriger Toningenieurassistent in den britischen Maximum Sound Studios, wo er die technischen Feinheiten seines Berufsstandes erlernte. Nebenbei besuchte er Kurse des erfolgreichen Beatles-Produzenten George Martin an der Surrey University über die Kunst des Toningenieurswesens. Mitte der 1970er Jahre stieg er dann zum Cheftoningenieur auf und arbeitete mit Filmgrößen wie der Komikergruppe Monty Python oder den Musikerikonen George Harrison und Manfred Mann zusammen. Die erfolgreiche Arbeitsbeziehung mit Manfred Mann’s Earth Band gipfelte in der Hit-Single Blinded By The Light, die Ende der 1970er Jahre Nummer 1 Status in den USA erreichte. Nach einem kurzen Gastspiel in den Vereinigten Staaten kehrte Latham nach Großbritannien zurück und mit Blackhill Enterprises die Arbeit an Ian Durys Album aufzunehmen.
Für Paul Young produzierte er 1983 dessen internationales Multi-Millionen-Seller Album No Parlez. Die Single-Auskopplungen Love of the Common People und Wherever I Lay My Hat erreichten Platz 1 Status in Großbritannien und vielen anderen Ländern. Während der 1980er Jahre produzierte Latham viele weitere erfolgreiche Pop und Rock-Albem die hohe Chart-Platzierungen erreichten, darunter 1984 das Album (Aural Sculpture) der Gruppe The Stranglers, 1985 das Album der Band Squeeze oder 1987 die beiden Alben der britischen Popgruppen The Christians und Echo & the Bunnymen.
Als Musikproduzent war er auch während der 1990er und 2000er Jahre ungebrochen aktiv. Er betreute und produzierte in dieser Zeit als Toningenieur und Produzent zahlreiche Alben von Künstlern und Bands wie Slapp Happy, Jools Holland, Hugh Cornwell, Stereophonics, Ben Waters oder Ray Davies.
Laurie Latham lebt und arbeitet heute als unabhängiger Produzent und Toningenieur im Vereinigten Königreich.

## Auszeichnungen
- 1983: Nominierung für die Music Week Awards in der Kategorie Best producer
- 1983: BRIT-Awards-Nominierung

## Diskografie (Auswahl)
| - 1977: Ian Dury (New Boots and Panties!!) - 1978: Anthony Moore (Flying Doesn't Help) - 1979: Ian Dury & the Blockheads (Do It Yourself) - 1983: Paul Young (No Parlez) - 1984: Jacqui Brookes (Sob Stories) - 1984: The Stranglers (Aural Sculpture) - 1985: Paul Young (The Secret of Association) - 1985: Echo & the Bunnymen (Songs to Learn and Sing) - 1985: Squeeze (Cosi Fan Tutti Frutti) - 1986: Pretty In Pink [Original Soundtrack] - 1986: The Police (Every Breath You Take: The Singles) - 1987: The Christians (The Christians) - 1987: Echo & the Bunnymen (Echo & the Bunnymen) - 1987: Squeeze (Classics, Vol. 25) - 1990: The Stranglers (Greatest Hits 1977–1990) - 1990: The Christians (Colour) - 1991: Paul Young (From Time to Time: The Singles Collection) - 1993: The Police (Message in a Box: The Complete Recordings) - 1993: Paul Young (Crossing) - 1994: Squeeze (Greatest Hits) - 1995: The Police (Every Breath You Take: The Classics) - 1996: Squeeze (Piccadilly Collection) - 1996: Squeeze (Excess Moderation) - 1996: Richard Wright (Broken China) - 1997: The Stranglers (The Hit Men 1977–1991) - 1997: Squeeze (Six of One...) - 1997: Hugh Cornwell (Guilty) - 1997: Echo & the Bunnymen (Ballyhoo) - 1998: Slapp Happy (Ça Va) - 1998: Paul Young (Super Hits) - 1998: Jools Holland (Best of Jools Holland) - 1999: Hugh Cornwell (Black Hair Black Eyes Black Suit) - 2000: Paul Young (No Parlez/Secret of Association) - 2000: Slapp Happy (Camera) - 2001: Stereophonics (Just Enough Education to Perform) - 2001: Hugh Cornwell (Hi Fi) - 2001: The Stranglers (Epic Years) - 2001: Echo & the Bunnymen (Crystal Days: 1979–1999) - 2002: Ian Dury & the Blockheads (Ten More Turnips from the Tip) - 2002: Ben Waters (Shakin' in the Makin') - 2002: The Stranglers (Peaches: The Very Best of the Stranglers) - 2002: Ian Dury & the Blockheads (One Love) - 2002: Jools Holland (More Friends: Small World Big Band, Vol. 2) - 2002: Me Without You [Original Soundtrack] - 2002: Jools Holland (Jools Holland's Big Band Rhythm & Blues) - 2003: Robert Plant (Sixty Six to Timbuktu) - 2003: Paul Young (Love Songs) - 2003: Stereophonics (Handbags & Gladrags/Have a Nice Day) - 2003: The Stranglers (Feline/Dreamtime/Aural Sculpture) - 2004: Tom Jones (Tom Jones & Jools Holland) - 2004: Little Jimmy Scott (Someone to Watch Over Me: The Definitive Jimmy Scott) - 2004: Peter Gabriel (Play the Videos) - 2004: Jools Holland (Friends 3) - 2005: Ray Davies (Thanksgiving Day) - 2005: Jools Holland (Swinging the Blues Dancing the Ska) - 2006: The Stranglers (Very Best of the Stranglers) - 2006: Sam Brown (Very Best of Sam Brown) - 2006: Echo & the Bunnymen (The Very Best of Echo & the Bunnymen: More Songs to Learn and Sing) - 2006: Jools Holland & His Rhythm & Blues Orchestra (Moving Out to the Country) - 2006: Paul Young (Collections) - 2007: Squeeze (Essential Squeeze) - 2007: Jools Holland (Best of Friends) - 2008: Jools Holland (The Informer) - 2009: The Stranglers (Original Album Classics) - 2009: Ray Davies (Collected) - 2010: Jools Holland & His Rhythm & Blues Orchestra (Rockinghorse) - 2011: Jools Holland (Finding the Keys: The Best of Jools Holland) - 2012: Jools Holland (The Golden Age of Song) - 2012: Anthony Moore (Flying Doesn't Help/World Service) - 2013: Paul Young (Remixes & Rarities) - 2014: Kirsty MacColl (All I Ever Wanted: The Anthology) - 2015: Jools Holland (Jools & Ruby) - 2015: Squeeze (Cradle to the Grave) - 2015: The Maccabees (Marks to Prove It) - 2016: Jools Holland (Piano) - 2017: Squeeze (The Knowledge) - 2017: Jools Holland/José Feliciano (As You See Me Now) - 2018: Jools Holland/Marc Almond (A Lovely Life to Live) - 2020: Philip Rambow (The Rebel Kind [Anthology 1972–2020]) - 2021: Jools Holland (Pianola. Piano & Friends) | - 1977: Ian Dury (New Boots and Panties!!) - 1978: Anthony Moore (Flying Doesn't Help) - 1979: Ian Dury & the Blockheads (Do It Yourself) - 1980: Manfred Mann’s Earth Band (Chance) - 1981: Anthony Moore (World Service) - 1983: Paul Young (No Parlez) - 1985: Paul Young (The Secret of Association) - 1987: The Christians (The Christians) - 1993: Paul Young (Crossing) - 1994: Jeffrey Gaines (Somewhat Slightly Dazed) - 1996: Richard Wright (Broken China) - 1997: Hugh Cornwell (Guilty) - 1998: Ian Dury (Mr. Love Pants) - 1998: Terry Edwards (Birth of the Scapegoats: The John Peel Sessions & More) - 1999: Hugh Cornwell (Black Hair Black Eyes Black Suit) - 2001: Hugh Cornwell (Hi Fi) - 2002: Ian Dury & the Blockheads (Ten More Turnips from the Tip) - 2002: Jools Holland (More Friends: Small World Big Band, Vol. 2) - 2002: Jools Holland (Jools Holland's Big Band Rhythm & Blues) - 2003: Stereophonics (Handbags & Gladrags/Have a Nice Day) - 2004: Tom Jones (Tom Jones & Jools Holland) - 2004: Jools Holland (Friends 3) - 2005: Ray Davies (Thanksgiving Day) - 2006: Ray Davies (Other People's Lives) - 2006: Jools Holland & His Rhythm & Blues Orchestra (Moving Out to the Country) - 2007: Jools Holland (Best of Friends) - 2009: Ray Davies (Collected) - 2010: Jools Holland & His Rhythm & Blues Orchestra (Rockinghorse) - 2010: GLC (Love, Life, & Loyalty) - 2011: Kevin Ayers (Rainbow Takeaway/That's What You Get Babe) - 2011: Jools Holland (Finding the Keys: The Best of Jools Holland) - 2012: Jools Holland (The Golden Age of Song) - 2012: Anthony Moore (Flying Doesn't Help/World Service) - 2015: Jools Holland (Jools & Ruby) - 2015: Squeeze (Cradle to the Grave) - 2016: Matt Maltese (Vacant in the 21st Century) - 2016: Jools Holland (Piano) - 2017: Jools Holland/José Feliciano (As You See Me Now) - 2018: Matt Maltese (Bad Contestant) - 2018: Jools Holland/Marc Almond (A Lovely Life to Live) |